# Oéroe
En la mitología griega Oéroe (en griego, Ὠερόη) es una hija de Asopo mencionada en dos fuentes. La madre de las hijas de Asopo suele ser Metope pero no se cita que Oéroe fuera el caso. Pausanias dice que yendo de Platea a Tebas está el río Oéroe y que Oéroe es una hija de Asopo.
Heródoto también dice que el río de Platea, cuyo nombre es Oéroe, quien, según los lugareños, era hija de Asopo, baja de lo alto del Citerón y corre en dirección a la llanura, se divide en dos brazos, distantes entre sí unos tres estadios, que posteriormente se unen en un mismo cauce. Probablemente por esta razón Oéroe sea la misma que Platea.
A diferencia de sus hermanas, Oéroe no fue víctima de los amores violentos de algunos dioses olímpicos, que raptaron a las hijas de Asopo aconsejados por Afrodita y Eros e iniciaron con ellas ilustres genealogías.